# MDR Thüringen – Das Radio
MDR Thüringen – Das Radio (ehemals: MDR 1 Radio Thüringen) ist das regionale Hörfunkprogramm des Mitteldeutschen Rundfunks für den Freistaat Thüringen. Es ist neben MDR Sachsen und MDR Sachsen-Anhalt ein Landesprogramm des MDR. Das Programm wird im MDR-Landesfunkhaus in Erfurt produziert. Direktorin des Landesfunkhauses ist seit dem 1. April 2024 Astrid Plenk.

## Geschichte
Eine Hörfunkproduktion gab es im Land Thüringen erstmals am 24. Januar 1925, als die in Leipzig ansässige Mitteldeutsche Rundfunk AG eine sogenannte Besprechungsstelle im Telegraphenamt Weimar einrichtete. Der OPD-Bezirk Erfurt hatte bald die größte Zahl dieser frühen Hörfunkstudios: Noch 1925 folgten Besprechungsstellen in Jena (Volkshaus) und im damals noch zu Preußen gehörigen Erfurt (Mode- und Warenhaus Reibstein in der Schlösserstraße), 1926 in Eisenach (Wartburg), Gera und Sondershausen (Lohplatz); auch aus Gotha und Altenburg gab es Konzertübertragungen. 1931 fand die vermutlich erste UKW-Übertragung einer Reportage von Jena zum Sender in Leipzig statt. In den letzten Kriegstagen wurde in der unweit von Oberhof gelegenen Gaststätte Veilchenbrunn ein Behelfsstudio für den Großdeutschen Rundfunk eingerichtet.
Die erste eigene Rundfunksendeanlage erhielt Thüringen am 15. November 1945, als in der Nähe von Schloss Belvedere bei Weimar ein kleiner Mittelwellensender installiert wurde. Das zugehörige Studio begann seine reguläre Arbeit am 1. Dezember 1945 im Weimarer Hotel Elephant als Außenstelle des Berliner Rundfunks (Landessender Weimar). 1946 wurde es dem Mitteldeutschen Rundfunk zugeordnet und zog in die Villa Silberblick in Weimar, 1949 in die Bahnhofstraße der neuen Landeshauptstadt Erfurt. Ende 1947 ging ein 20-kW-Mittelwellensender in Erfurt in Betrieb (Nordhäuser Straße/Riethstraße), ab August 1950 auf 1061 kHz mit dem Heidenröslein als Pausenzeichen. Es folgte der Sender Hildburghausen (Wachenbrunn).
Im Zuge der Auflösung der Länder im Jahr 1952 wurden alle Sender und Studios in der DDR dem Staatlichen Komitee für Rundfunk unterstellt und nurmehr drei zentrale Programme veranstaltet. Doch schon im August 1953 begannen im Rahmen des Programms „Berlin I“ (ab Juli 1954 auf „Berlin II“) regionale Sendungen aus den Bezirken Erfurt, Gera und Suhl. Das Studio Suhl befand sich zunächst in einem Holzhaus am Sehmar-Hang, dann in der Otto-Nuschke-Straße; das Studio Gera zunächst in der Dimitroff-, heute Küchengartenallee, ab 1960 in der Julius-Sturm-Straße. Da der Sender Erfurt im Osten Thüringens schlecht zu empfangen war, nutzte das Studio Gera den stärkeren Sender Wilsdruff bei Dresden.
Im September 1955 zog das Studio Erfurt zurück nach Weimar in die Villa Silberblick, wo von 1953 bis 1955 eine Fachschule für Rundfunkwesen bestanden hatte; hier blieb es bis ins Jahr 2000. Zugleich wurden Gera und Suhl zu reinen Zulieferern für Weimar (nun im Rahmen von „Radio DDR“); nur von Oktober 1958 bis Januar 1963 gab es aus Suhl nochmals Eigenprogramme, von Juni 1960 bis Mai 1962 auch aus Gera (jetzt über den UKW-Sender Katzenstein bei Karl-Marx-Stadt).
Ab Februar 1963 war der Sender Weimar nur noch über die UKW-Frequenzen von Radio DDR II hören. Im Mai 1988 wurde für das Programm des Senders Weimar – wohl in Anlehnung an die „Ferienwelle“ – der Name Thüringenwelle festgelegt. Zeitgleich mit der Währungs-, Wirtschafts- und Sozialunion im Juli 1990 wurde der Sender Weimar zum Thüringer Rundfunk (thr), die Thüringenwelle zu Thüringen Eins. 
Ab der Wiedervereinigung veranstalteten hr4 und Thüringen Eins im wöchentlichen Wechsel ein gemeinsames Abendprogramm, bis der Thüringer Rundfunk Anfang 1992 als MDR 1 Radio Thüringen im Mitteldeutschen Rundfunk aufging. Zu den Regionalstudios Erfurt, Gera und Suhl kam 1997 als viertes Heiligenstadt; 1999 folgten Büros in Saalfeld und Eisenach, 2000 in Sondershausen und 2002 auch wieder in Weimar (seit 2016 allesamt einschließlich Büro Jena als „Regionalstudios“ bezeichnet). 2025 zog das Regionalstudio von Heiligenstadt nach Leinefelde um.

## Profil
Der Sender spielt vorwiegend internationale Oldies und dazu ergänzend einen geringen Anteil an Ostrock und Deutsch-Pop. Im Mai 2012 wurde die Musikfarbe überarbeitet, MDR Thüringen wandelte sich vom Schlager- zum Oldieradio. Mit dem Programm sollen die „musikalischen Erwartungen und Vorlieben der Hörer, die 45 Jahre und älter sind“, bedient werden. Dazu gehören nach Ansicht des Senders „Oldies aus den 1960er- und 1970er-Jahren, Soft-Pop aus den 1980er-Jahren und deutsche Hits“. Die Rotation im Tagesprogramm umfasst deutlich über 1000 Titel, im Abendprogramm werden zusätzlich 5000 weitere Titel gespielt. Bis zum 4. September 2022 lautete der Claim des Radiosenders „Musik, die bleibt“, jetzt heißt der Claim „Einfach gute Musik“.
Gerüst der Programmstruktur sind die stündlichen Nachrichten zur vollen sowie Schlagzeilen und Regionalnachrichten zur halben Stunde. Inhaltlicher Schwerpunkt und journalistisches Profil des Senders ergeben sich durch eine starke Ausrichtung auf regionale Themen. „MDR Thüringen – Das Radio“ ist als Tagesbegleitprogramm konzipiert. Um eine hohe Hörerbindung zu erzielen, sind die einzelnen Sendungen an feste Moderatoren gekoppelt. Bekannte Moderatoren sind Johannes Michael Noack, Timo Hartmann, Sina Waage, Matthias Haase, Marko Ramm, Nadine Witt, Frank Huber und Andreas Menzel. Programmchef ist seit 2020 Jens Christof.

Logo des Senders bis 2012

Logo des Senders bis 2017

## Sendungen
MDR Thüringen sendet ein 24-Stunden-Vollprogramm.

### Montag bis Freitag
Jeden Morgen läuft die Morgensendung Die MDR Thüringen Frühschicht (5–9 Uhr). Zur Sendung gehören die Moderatoren Johannes-Michael Noack und Timo Hartmann (im Wechsel) und das Frühschicht-Team. Die Vormittagssendung MDR Thüringen am Vormittag (9–12 Uhr) wird von Sina Waage und Matthias Haase, die Nachmittagssendung MDR Thüringen am Mittag (12–15 Uhr) von Frank Huber oder Nadine Witt moderiert. Darauf folgen die beiden Sendungen Ramm am Nachmittag (15–19 Uhr) moderiert von Marko Ramm und Das Fazit vom Tag (19–20 Uhr) moderiert von Andreas Menzel. 
Ab 20 Uhr läuft der ARD Abend – Radio für alle und ab 23 Uhr die ARD-Hitnacht.

### Samstag
Am Samstag startet der Tag mit der Sendung Der Samstagmorgen (6–10 Uhr), danach folgt bis 14 Uhr Der Radiogarten und anschließend bis 19 Uhr Der Samstagnachmittag. Darauf startet Das Fazit vom Tag (19–20 Uhr) moderiert von Lorene Gensel, Lutz Gerlach, Judith Saitz oder Lars Sänger. Danach folgen der ARD Abend und die ARD Hitnacht. 

### Sonntag
Der Sonntag startet mit der Sendung Der Sonntagmorgen (6–10 Uhr) und wird abgelöst von Der Sonntagvormittag (10–14 Uhr) moderiert von Christiane Weber. Bis 18 Uhr folgt die Sendung Der Sonntagnachmittag, danach folgt Die Kultur am Sonntag (18–20 Uhr). Anschließend werden der ARD Abend und die ARD Hitnacht gesendet.

## Empfang
MDR Thüringen – Das Radio ist in ganz Thüringen, sowie im südlichen Sachsen-Anhalt, in Westsachsen, Nordbayern und in Teilen von Osthessen und Südostniedersachsen über Ultrakurzwelle (UKW) zu empfangen. Weiterhin lässt sich MDR Thüringen – Das Radio über DAB+, Kabel, Satellit oder Internet empfangen.
MDR Thüringen – Das Radio hat eine eigene App. Mittels Chatfunktion kommen die User direkt mit den Moderatoren im Radiostudio ins Gespräch.
MDR Thüringen – Das Radio produziert ein im Freistaat Thüringen landesweit auf 16 Frequenzen ausgestrahltes öffentlich-rechtliches Hörfunkprogramm über (UKW).
| Regionalisierungsgebiet | Senderstandort        | Frequenz  | Sendeleistung |
| Nord                    | Heilbad Heiligenstadt | 93,6 MHz  | 0,1 kW        |
| Nord                    | Keula                 | 98,5 MHz  | 20 kW         |
| Nord                    | Nordhausen            | 88,3 MHz  | 0,1 kW        |
| Nord                    | Sondershausen         | 100,1 MHz | 0,05 kW       |
| Mitte                   | Erfurt                | 94,4 MHz  | 2 kW          |
| Mitte                   | Magdala               | 92,9 MHz  | 0,01 kW       |
| Mitte                   | Weimar                | 93,3 MHz  | 5 kW          |
| Mitte                   | Roßleben              | 96,1 MHz  | 0,1 kW        |
| Ost                     | Bad Lobenstein        | 95,5 MHz  | 2 kW          |
| Ost                     | Camburg               | 101,1 MHz | 0,1 kW        |
| Ost                     | Gera                  | 97,8 MHz  | 10 kW         |
| Ost                     | Jena                  | 88,2 MHz  | 1 kW          |
| Ost                     | Saalfeld (Saale)      | 103,6 MHz | 60 kW         |
| Süd                     | Suhl                  | 93,7 MHz  | 1 kW          |
| Süd                     | Sonneberg             | 91,7 MHz  | 100 kW        |
| West                    | Inselsberg            | 92,5 MHz  | 80 kW         |

## Regionalstudios
MDR Thüringen hat seinen Hauptstudio im Landesfunkhaus in Erfurt. Neben dem Hauptstudio in Erfurt unterhält MDR Thüringen acht weitere Regionalstudios in ganz Thüringen, dazu gehören Studios in Eisenach, Gera, Heiligenstadt, Jena, Saalfeld, Sondershausen, Suhl und Weimar.